# Joel Joffe
Joel Joffe, född 12 maj 1932 i Johannesburg i Sydafrika, död 18 juni 2017 i Liddington i Wiltshire, var en sydafrikansk-brittisk jurist och människorättsadvokat. Han försvarade Nelson Mandela vid Rivoniarättegången. Joffe var senare ledamot i det brittiska överhuset.